# Konstantinos Mitsis
Konstantinos Mitsis, ook wel Constantinos of Kostas (Grieks: Κώστας Μήτσης) (Kryoneri bij Ioannina, 27 november 1936 – Athene, 28 augustus 2016) was een Griekse ondernemer en de oprichter van de naar hem genoemde hotelketen "Mitsis".

## Jeugd
Toen hij 9 was vluchtten Konstantinos en zijn ouders vanwege de Griekse Burgeroorlog naar de Plaka in Athene. Hij liep daar school. Mitsis verkocht 200 kg watermeloenen per dag met een kar, maar die raakte total loss toen hij klem raakte in een tramrail. Hij stond op om 05:00, werkte in cafés, restaurants en winkels, ging naar school en werkte dan verder tot 22:00.
Hij las graag Lev Tolstoj, Victor Hugo, M. Karagatsis en Nikos Kazantzakis en verdiende met colportage van boeken vanuit twee koffers die hij meezeulde.

## Textiel
Mitsis colporteerde textiel dat hij op zijn rug droeg. Toen hij 17 was kocht hij een handbediende naaimachine voor zijn moeder, die zelf textiel stikte dat hij verkocht. Ze moesten al gauw naaimachines bijkopen, een groter pand betrekken en 100 mensen aanwerven. Dit groeide uit tot drie textielfabrieken waar 170 medewerkers 130 ton garen spinnen per jaar. De eerste naaimachine is tentoongesteld in het Mitsis-hoofdkwartier in Athene.

## Wijn, bouwfirma en kranten
Hij ging wijn produceren, startte een bouwfirma en gaf twee kranten uit.

## Hotelketen
In 1972 bouwde hij samen met twee vennoten het hotel RaMiRa op Kos. De "Mi" verwijst naar Mitsis en de twee "Ra" naar de andere vennoten. Ze hadden geld geleend tegen 3,5%/jaar, maar toen na de val van het kolonelsregime de rente steeg naar 15%/jaar stapten zijn vennoten eruit. Met inkomsten uit textiel kon hij de voltooiing van het hotel alleen bekostigen. In 1978 opende hij zijn eerste hotel, Mitsis RaMiRa op Kos. Hij opende het eerste all-in hotel van Griekenland, Mitsis Norida, ook op Kos.
De hotelketen telt in 2024 23 hotels in Kos, Kreta, Rhodos, Athene, Kamena Vourla, Ioannina, Corfu en ontvangt jaarlijks 400.000 gasten. Het is de grootste Griekse hotelketen in private handen en ze verschaft werk aan 5000 mensen. Konstantinos Mitsis bezat een privévliegtuig, waarmee hij van hotel naar hotel vloog en in elk hotel een paar dagen verbleef.
Hij overleed op 28 augustus 2016 en een afscheidsdienst vond plaats in de Grote Metropolitaan van Athene. Zijn lichaam werd daarna overgebracht en begraven in zijn geboortedorp Kryoneri op 5 km van de grens met Albanië.
Zijn weduwe Genny, zijn zoon Stavros en zijn dochter Christina beheren sinds zijn dood de hotelketen.
In alle hotels van de keten hangt zijn portret. Op 28 augustus herdenken alle hotels van de keten zijn overlijden door zijn lievelingseten op te dienen: salade met honingvinaigrette, spanakopita, gesmoord geitenvlees en chocolademousse.